# Israel Zangwill

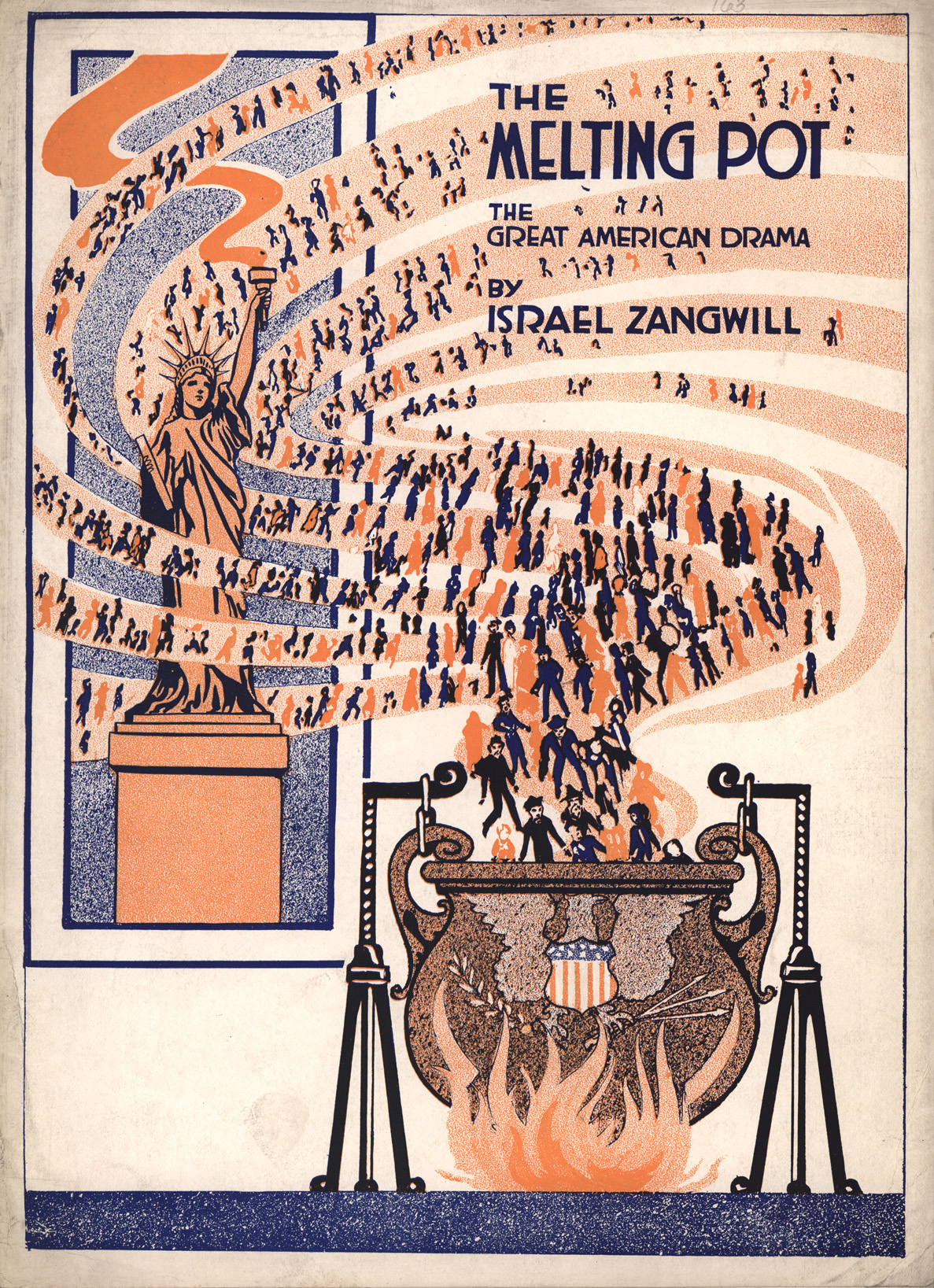
Programa del Melting Pot (1916)

Israel Zangwill (Londres, 21 de gener del 1864 – Midhurst (West Sussex), 1 d'agost del 1926) fou un escriptor britànic, novel·lista, assagista, dramaturg, periodista i teòric del sionisme. Membre de l'Organització Sionista Mundial, la va deixar en 1905 i va fundar l'Organització jueva territorial, amb l'objectiu de crear un Estat jueu a Palestina.

## Biografia
Israel Zangwill va néixer en una família de jueus russos emigrants. Després d'exercir la professió de mestre, va fundar un periòdic humorístic, Ariel, que va dirigir durant molts anys. Alhora, va publicar els seus primers llibres, incloent-hi el seu únic «polar»: El Gran Misteri de l'Arc (1891), considerat la primera novel·la policíaca en "habitació tancada". El 1928, el llibre s'adaptarà a la pantalla gran, amb el títol Perfect Crime. Aquesta és una de les primeres pel·lícules sonores.
El 1894, apareix El rei de Schnorrers, novel·la curta que es va convertir en un clàssic de l'humor jueu.
Amb Els nens del Gueto, que representa la comunitat jueva a l'est de Londres, Zangwill coneix un gran èxit. Aquesta novel·la va aconseguir tals rècords de vendes tals que va ser qualificada de "bestseller". Aquest treball i les següents novel·les i històries li van valer el sobrenom de "Dickens Jueu" i el col·loca entre els escriptors britànics més importants de la seva època. Després d'adaptar Nens del gueto per al teatre, representa a Nova York les seves parts principals, incloent-hi The Melting Pot (El Gresol), metàfora per designar la societat americana.
Mentrestant, Zangwill examina l'auge de les amenaces a la comunitat jueva d'Europa en els anys 1880 i 1890: els pogroms de Rússia i Polònia, disturbis antisemites de Londres quan es donaven els crims de Jack l'Esbudellador, el Cas Dreyfus a França. És un dels primers a advocar per la creació d'una Llar nacional jueva És per això que Theodor Herzl va a veure'l a Londres tot pronunciant aquesta frase que s'ha mantingut com a històrica: "Ajuda'm a construir l'estat jueu".
Apareixen, però dissensions cada vegada més clares entre els dos corrents representats per Herzl i Zangwill, la qual cosa es veurà entre el primer Congrés a Basilea i el setè, el de 1905. El sionisme pròpiament dit s'oposa al territorialisme En altres paraules, els dos moviments no estan d'acord sobre l'elecció de Palestina com un lloc per establir una "llar nacional jueva". El sionisme de Herzl en sortirà victoriós, i resta consagrat alguns anys més tard per la Declaració Balfour de 1917. Amb el declivi de l'opció territorialista, Zangwill s'allunya de la política i dedicarà les seves energies a defensar l'emancipació de la dona.
Israel Zangwill es va casar amb Edith Ayrton, filla del físic William Edward Ayrton (1847-1908). El seu fill, Oliver Zangwill (1913-1987), va ser un famós psicòleg. Louis Zangwill, el germà menor d'Israel, va ser també un escriptor, i un jugador d'escacs conegut.